# Acanthonotozoma monodentatum
Acanthonotozoma monodentatum is een vlokreeftensoort uit de familie van de Acanthonotozomatidae. De wetenschappelijke naam van de soort is voor het eerst geldig gepubliceerd in 1965 door Kudzjaschov.